# Українська концесія в Єгипті
Українська концесія в Єгипті ― концесійне територіальне володіння України в Північній Африці на території Єгипту.
АТ "Нафтогаз України" через свою дочірню компанію "Закордоннафтогаз" із квітня 2010 року веде комерційний видобуток нафти на українській концесійній ділянці Alam El Shawish East у західній частині Єгипту.
Площа концесійних володінь становить понад 20 тис. км². Термін концесії складатиме мінімум 28 років. 
За перший квартал 2012 року українці добули 100тис. барелів нафти.
Отже АТ "Нафтогаз України" з 18 квітня 2010 року до 31 березня 2012 року видобув і відвантажив понад 787 тис. барелів нафти до України.
Раніше міністерство публікувало дані, згідно з якими український держхолдинг до 30 червня 2011 року видобув в Єгипті 454 тис. барелів сирої нафти, до 30 вересня 2011 року - 560 тис. барелів, до 23 грудня 2011 року - 685 тис. барелів.
Концесійна угода на проведення розвідувальних робіт та експлуатацію східного блоку Alam El Shawish East загальною площею 994 км² укладена у грудні 2006 року.
Сумарні запаси вуглеводнів трьох родовищ, які розробляються НАК в рамках реалізації проекту з освоєння концесійної ділянки Alam El Shawish East, оцінюються у 10 млн тонн.
У лютому 2012 року "Нафтогаз" і єгипетська держкомпанія GANOPE підписали концесійні угоди на розвідку і подальшу експлуатацію ще двох вуглеводневих блоків Wadi El Mahareeth і South Wadi El Mahareeth, розташованих у східній пустелі Верхнього Єгипту, загальною площею понад 20 тис. квадратних кілометрів.
Термін дії концесійних угод становить 28 років, при цьому першочерговий період розвідки становить близько трьох років, а очікуваний період окупності проекту - вісім років.
Загальні видобувні ресурси нафти двох блоків оцінюються не менш ніж в 363,82 млн тонн.